# María Cristina Kiehr
María Cristina Kiehr (Tandil, Buenos Aires, 1965) is een Argentijnse sopraan, met Deense voorouders.

## Levensloop
Kiehr kreeg haar eerste muziekopleiding in Argentinië en leerde viool in Tandil. Toen ze elf was werd haar zachte sopraanstemontdekt en kreeg ze liefde voor de barokmuziek. Na een jaar zanglessen, vertrok ze in 1983 naar Europa en belandde bij de instelling die mee de revolutie in de authentieke uitvoeringspraktijk had geleid, de Schola Cantorum Basiliensis. Ze studeerde er bij René Jacobs en voor wat betreft de stemtechniek bij Eva Krasnai.
Sindsdien is ze een volwaardig Europees artiest geworden. Ze woont in Zwitserland en is getrouwd met de cellist Orlando Theuler. Ze treedt op in alle Europese landen samen met orkesten en ensembles die geleid werden door René Jacobs, Jordi Savall, Nikolaus Harnoncourt, Philippe Herreweghe, Frans Brüggen, Gustav Leonhardt, Konrad Junghänel. Ze trad op met gespecialiseerde barokensembles zoals Concerto Vocale, La Fenice, Cantus Koeln, Ensemble Vocal Européen, Hespèrion XX, Elyma, Nederlands Kamerkoor, Concerto Köln, Ensemble 415, etc.
María Cristina Kiehr is meer bepaald geïnteresseerd in de vroege barok. Zij was medestichter van de ensembles "La Colombina", "Daedalus" en "Concerto Soave".
In 1988 maakte ze haar operadebuut in Innsbruck in de Giasone van Cavalli, gedirigeerd door René Jacobs. Onder dezelfde dirigent zong zij in L'Incoronazione di Poppea, Orontea (Cesti) en Dido and Aeneas (Purcell). Onder Gabriele Garrido zong ze Dafne (Gagliano), L'Orfeo en Il ritorno d'Ulisse in patria (beide laatste van Monteverdi). Onder de Franse dirigent Gilbert Bezzina zong ze de titelrol in Dorilla in Tempe (Antonio Vivaldi) en onder de Italiaanse dirigent Antonio Florio Il schiavo di sua moglie (Provenzale). Tot haar oratoriumrepertoire behoorden de Venus and Adonis van Blow, Orpheus en Eurydice van Gluck en Orlando Paladino van Haydn. Veel van dit werk verscheen ook op CD.
Ze was lid van de jury voor het internationaal concours in het kader van het Festival Musica Antiqua in Brugge voor de jaren 2000 en 2003.

## Discografie
- Motetten van Monteverdi, "Pianto della Madonna.", samen met Concerto Soave. (Harmonia Mundi 1999)
- Muziek van de Siciliaanse componist Sigismondo D'India., samen met Concerto Soave. (Harmonia Mundi 2003)
- Scherzi musicali van Monteverdi, samen met de bartion Stephan MacLeod en Concerto Soave." (Harmonia Mundi 2005)
- Lamentazioni per la Settimana Santa (klaagzangen voor de heilige week), samen met Concerto Soave." (Harmonia Mundi 2007)